# Список высших учебных заведений Краснодарского края
В список высших учебных заведений Краснодарского края включены образовательные учреждения высшего и высшего профессионального образования, находящиеся на территории Краснодарского края и участвовавшие в мониторинге Министерства образования и науки Российской Федерации 2015 года. Этим критериям в Краснодарском крае соответствуют 27 вузов и 53 филиала.
Филиалы вузов, головные организации которых находятся в иных субъектах федерации, сгруппированы в отдельном списке. Порядок следования элементов списка — алфавитный.
Вузы, лицензия которых не действует на 7 марта 2016 года, отмечены цветом.

## Список высших образовательных учреждений
| Название                                                                                         | Категория         | Год основания | Месторасположение | Число студентов |
| ------------------------------------------------------------------------------------------------ | ----------------- | ------------- | ----------------- | --------------- |
| Академия маркетинга и социально-информационных технологий                                        | негосударственный | 1994          | Краснодар         | 2797            |
| Армавирский государственный педагогический университет                                           | государственный   | 1948          | Армавир           | 6544            |
| Армавирский гуманитарно-социальный институт                                                      | негосударственный | 1993          | Армавир           | 212             |
| Армавирский лингвистический социальный институт                                                  | негосударственный | 1993          | Армавир           | 1039            |
| Армавирский социально-психологический институт                                                   | негосударственный | 2002          | Армавир           |                 |
| Государственный морской университет имени адмирала Ф. Ф. Ушакова                                 | государственный   | 1975          | Новороссийск      | 5194            |
| Институт международного права, экономики, гуманитарных наук и управления имени К. В. Россинского | негосударственный |               | Краснодар         | 708             |
| Институт современных технологий и экономики                                                      | негосударственный | 1995          | Краснодар         |                 |
| Краснодарский государственный институт культуры                                                  | государственный   | 1966          | Краснодар         | 4260            |
| Краснодарский муниципальный медицинский институт высшего сестринского образования                | муниципальный     | 1996          | Краснодар         | 434             |
| Кубанский государственный аграрный университет                                                   | государственный   | 1922          | Краснодар         | 18412           |
| Кубанский государственный медицинский университет                                                | государственный   | 1920          | Краснодар         | 5142            |
| Кубанский государственный технологический университет                                            | государственный   | 1918          | Краснодар         | 15709           |
| Кубанский государственный университет                                                            | государственный   | 1920          | Краснодар         | 18095           |
| Кубанский государственный университет физической культуры, спорта и туризма                      | государственный   | 1969          | Краснодар         | 5084            |
| Кубанский институт информзащиты                                                                  | негосударственный | 2000          | Краснодар         |                 |
| Кубанский институт международного предпринимательства и менеджмента                              | негосударственный |               | Краснодар         |                 |
| Кубанский институт профессионального образования                                                 | негосударственный | 1997          | Краснодар         | 1248            |
| Кубанский медицинский институт                                                                   | негосударственный | 1995          | Краснодар         | 456             |
| Кубанский социально-экономический институт                                                       | негосударственный | 1997          | Краснодар         | 2893            |
| Международный инновационный университет                                                          | негосударственный | 1997          | Сочи              | 2148            |
| Отрадненский гуманитарный институт                                                               | негосударственный | 1991          | Отрадная          | 98              |
| Северо-Кавказский институт бизнеса, инженерных и информационных технологий                       | негосударственный | 1987          | Армавир           | 1056            |
| Сочинский государственный университет                                                            | государственный   | 1989          | Сочи              | 5137            |
| Сочинский институт моды, бизнеса и права                                                         | негосударственный | 1997          | Сочи              | 425             |
| Сочинский институт экономики и информационных технологий                                         | негосударственный | 1996          | Сочи              |                 |
| Южный институт менеджмента                                                                       | негосударственный | 1993          | Краснодар         | 2243            |

## Список филиалов высших образовательных учреждений
| Название | Категория         | Год основания | Месторасположение  | Месторасположение головной организации | Число студентов |
| --- | ----------------- | ------------- | ------------------ | -------------------------------------- | --------------- |
| Анапский филиал Кубанского государственного аграрного университета                                                                                | государственный   | 2004          | Анапа              | Краснодар                              | 731             |
| Анапский филиал Московского государственного гуманитарного университета имени М. А. Шолохова                                                      | государственный   | 1998          | Анапа              | Москва                                 |                 |
| Армавирский институт социального образования (филиал Российского государственного социального университета)                                       | государственный   | 1963 2001     | Армавир            | Москва                                 |                 |
| Армавирский механико-технологический институт (филиал Кубанского государственного технологического университета)                                  | государственный   | 1959          | Армавир            | Краснодар                              | 975             |
| Горячеключевский филиал Московской академии предпринимательства при Правительстве Москвы                                                          | негосударственный |               | Горячий Ключ       | Москва                                 |                 |
| Краснодарский кооперативный институт (филиал Российского университета кооперации)                                                                 | негосударственный | 1960          | Краснодар          | Мытищи                                 | 1533            |
| Краснодарский филиал Российского экономического университета имени Г. В. Плеханова                                                                | государственный   | 1959          | Краснодар          | Москва                                 | 3318            |
| Краснодарский филиал Финансового университета | государственный   | 1994          | Краснодар          | Москва                                 | 1515            |
| Кубанский институт социоэкономики и права (филиал Академии труда и социальных отношений)                                                          | негосударственный | 1995          | Краснодар          | Москва                                 |                 |
| Кубанский казачий государственный институт пищевой индустрии и бизнеса (филиал Московского государственного университета технологий и управления) | государственный   | 2009          | Темрюк             | Москва                                 | 1031            |
| Лабинский филиал Северо-Кавказского института бизнеса, инженерных и информационных технологий                                                     | негосударственный |               | Лабинск            | Армавир                                |                 |
| Новороссийский политехнический институт (филиал Кубанского государственного технологического университета)                                        | государственный   | 1938          | Новороссийск       | Краснодар                              | 507             |
| Новороссийский филиал Адыгейского государственного университета                                                                                   | государственный   | 1940          | Новороссийск       | Майкоп                                 |                 |
| Новороссийский филиал Московского гуманитарно-экономического института                                                                            | негосударственный | 1996          | Новороссийск       | Москва                                 |                 |
| Новороссийский филиал Пятигорского государственного лингвистического университета                                                                 | государственный   | 1997          | Новороссийск       | Пятигорск                              | 253             |
| Новороссийский филиал Финансового университета | государственный   | 1994          | Новороссийск       | Москва                                 | 868             |
| Северо-Кавказский филиал Российский государственный университет правосудия                                                                        | государственный   | 2001          | Краснодар          | Москва                                 | 1858            |
| Сочинский институт (филиал Российский университет дружбы народов)                                                                                 | государственный   | 1998          | Сочи               | Москва                                 | 2151            |
| Сочинский институт курортной рекреации и гостеприимства (филиал Российской международной академии туризма)                                        | негосударственный |               | Сочи               | Химки                                  | 55              |
| Сочинский филиал Московского института предпринимательства и права                                                                                | негосударственный |               | Сочи               | Москва                                 |                 |
| Филиал в Анапе Академического правового института                                                                                                 | негосударственный | 1994          | Анапа              | Москва                                 |                 |
| Филиал в Анапе Российского государственного социального университета                                                                              | государственный   | 1998          | Анапа              | Москва                                 | 1432            |
| Филиал в Анапе Сочинского государственного университета                                                                                           | государственный   | 1998          | Анапа              | Сочи                                   | 654             |
| Филиал в Армавире Кубанского государственного университета                                                                                        | государственный   | 1996          | Армавир            | Краснодар                              | 1303            |
| Филиал в Белореченске Адыгейского государственного университета                                                                                   | государственный   | 1997 1999     | Белореченск        | Майкоп                                 |                 |
| Филиал в Брюховецкой Московского психолого-социального университета                                                                               | негосударственный |               | Брюховецкая        | Москва                                 |                 |
| Филиал в Геленджике Кубанского государственного университета                                                                                      | государственный   | 1996          | Геленджик          | Краснодар                              | 553             |
| Филиал в Геленджике Южного федерального университета                                                                                              | государственный   | 1995          | Геленджик          | Ростов-на-Дону                         | 275             |
| Филиал в Ейске Ростовского государственного экономического университета                                                                           | государственный   | 1999          | Ейск               | Ростов-на-Дону                         |                 |
| Филиал в Краснодаре Ивановского государственного политехнического университета                                                                    | государственный   | 1999          | Краснодар          | Иваново                                |                 |
| Филиал в Краснодаре Московского педагогического государственного университета                                                                     | государственный   |               | Краснодар          | Москва                                 |                 |
| Филиал в Краснодаре Московского университета имени С. Ю. Витте                                                                                    | негосударственный | 1993          | Краснодар          | Москва                                 |                 |
| Филиал в Краснодаре Ростовского государственного университета путей сообщения                                                                     | государственный   |               | Краснодар          | Ростов-на-Дону                         |                 |
| Филиал в Краснодаре Санкт-Петербургского института внешнеэкономических связей, экономики и права                                                  | негосударственный | 1996          | Краснодар          | Санкт-Петербург                        |                 |
| Филиал в Кропоткине Карачаево-Черкесского государственного университет                                                                            | государственный   |               | Кропоткин          | Карачаевск                             |                 |
| Филиал в Кропоткине Кубанского института международного предпринимательства и менеджмента                                                         | негосударственный |               | Кропоткин          | Краснодар                              |                 |
| Филиал в Кропоткине Ростовского государственного университета путей сообщения                                                                     | государственный   |               | Кропоткин          | Ростов-на-Дону                         |                 |
| Филиал в Кропоткине Ставропольского института имени В. Д. Чурсина                                                                                 | негосударственный |               | Кропоткин          | Ставрополь                             |                 |
| Филиал в Кропоткине Московского государственного Открытого университета                                                                           | государственный   |               | Кропоткин          | Москва                                 |                 |
| Филиал в Курганинске Армавирского лингвистического социального института                                                                          | негосударственный | 1999 2004     | Курганинск         | Армавир                                |                 |
| Филиал в Новороссийске Белгородского государственного технологического университета                                                               | государственный   | 2003          | Новороссийск       | Белгород                               |                 |
| Филиал в Новороссийске Кубанского государственного университета                                                                                   | государственный   | 1997          | Новороссийск       | Краснодар                              | 787             |
| Филиал в Полтавской Московского психолого-социального университета                                                                                | негосударственный |               | Полтавская         | Москва                                 |                 |
| Филиал в Славянске-на-Кубани Кубанского государственного университета                                                                             | государственный   | 1994          | Славянск-на-Кубани | Краснодар                              | 2252            |
| Филиал в Сочи Московского автомобильно-дорожного государственного технического университета                                                       | государственный   | 2008          | Сочи               | Москва                                 |                 |
| филиал в Сочи Московского нового юридического института                                                                                           | негосударственный |               | Сочи               | Москва                                 |                 |
| Филиал в Сочи Российского государственного социального университета                                                                               | государственный   | 2014          | Сочи               | Москва                                 | 814             |
| Филиал в Тихорецке Армавирского лингвистического социального института                                                                            | негосударственный | 1999          | Тихорецк           | Армавир                                |                 |
| Филиал в Тихорецке Кубанского государственного университета                                                                                       | государственный   | 1997          | Тихорецк           | Краснодар                              | 1151            |
| Филиал в Туапсе Российского государственного гидрометеорологического университета                                                                 | государственный   | 1996          | Туапсе             | Санкт-Петербург                        | 623             |
| Филиал в Туапсе Ростовского государственного университета путей сообщения                                                                         | государственный   | 1997          | Туапсе             | Ростов-на-Дону                         | 552             |
| Филиал в Усть-Лабинске Армавирского лингвистического социального института                                                                        | негосударственный |               | Усть-Лабинск       | Армавир                                |                 |